# Џесика Џоунс (ТВ серија)
Џесика Џоунс (енгл. Jessica Jones) америчка је телевизијска серија коју је за Нетфликс креирала Мелиса Розенберг, заснована истоименом лику из Марвелових стрипова. Радња је смештена у Марвелов филмски универзум, дели стварност са филмовима из те франшизе и друга је серија из низа серија које воде ка кросовер серији Бранитељи.
Кристен Ритер глуми Џесику Џоунс, некадашњу суперхероину са надљудском снагом и ПТСП, која отвара своју приватну истражитељску агенцију. Уз њу, у серији глуме Рејчел Тејлор као Патриша "Триш" Вокер - некадашњи модел и дечија звезда "Петси", Џесикину полусестру и најбољу пријатељицу, Ека Дарвил као Малколм - Џесикин комшија који се бори са зависношћу од дроге и Кари-Ен Мос као Џери Хогарт - адвокат и моћни Џесикин савезник. У првој сезони им се придружује Дејвид Тенант као Килгрејв, а у другој Џенет Мактир као Алиса Џоунс.
Серија је снимана у Њујорку. Све епизоде прве сезоне премијерно су пуштене 20. новембра 2015. године. Серија је наишла на одобравање од критичара, како због глуме Ритерове и Тенанта, тако и због приступа сексуалности и мрачним темама попут силовања, напада и ПТСП. У јануару 2016. године, Нетфликс је обновио серију за другу сезону, снимање је почело у априлу 2017. године, а завршено у септембру исте године. Друга сезона објављена је 8. марта 2018. године, а трећа сезона је затражена 12. априла.

## Радња
Након кратке и трагично завршене суперхеројске каријере, Џесика Џоунс настоји да изгради свој живот испочетка као приватни истражитељ. Надљудском снагом и патећи од ПТСП ради као истражитељ у Њујорку, те у том послу наилази на људе са изузетним способностима. Након сукоба са Килгрејвом, Џоунсова настоји да уреди свој живот, узимајући случајеве који је терају да се сукоби са својом прошлошћу.

## Улоге
| Глумац        | Улога                |
| ------------- | -------------------- |
| Кристен Ритер | Џесика Џоунс         |
| Мајк Колтер   | Лук Кејџ             |
| Рејчел Тејлор | Патриша "Триш" Вокер |
| Вил Травал    | Вил Симсон           |
| Ека Дарвил    | Малком Дукас         |
| Кари-Ен Мос   | Џери Хогарт          |
| Дејвид Тенант | Килгрејв             |
| Џенет Мактир  | Алиса Џоунс          |

## Епизоде

### Сезона 1 (2015)
| Број епизоде | Број епизоде у сезони | Оригиналан налов            | Датум објаве       |
| ------------ | --------------------- | --------------------------- | ------------------ |
| 1            | 1                     | "AKA Ladies Night"          | 20. новембар 2015. |
| 2            | 2                     | "AKA Crush Syndrome"        | 20. новембар 2015. |
| 3            | 3                     | "AKA It's Called Whiskey"   | 20. новембар 2015. |
| 4            | 4                     | "AKA 99 Friends"            | 20. новембар 2015. |
| 5            | 5                     | "AKA The Sandwich Saved Me" | 20. новембар 2015. |
| 6            | 6                     | "AKA You're a Winner!"      | 20. новембар 2015. |
| 7            | 7                     | "AKA Top Shelf Perverts"    | 20. новембар 2015. |
| 8            | 8                     | "AKA WWJD?"                 | 20. новембар 2015. |
| 9            | 9                     | "AKA Sin Bin"               | 20. новембар 2015. |
| 10           | 10                    | "AKA 1,000 Cuts"            | 20. новембар 2015. |
| 11           | 11                    | "AKA I've Got the Blues"    | 20. новембар 2015. |
| 12           | 12                    | "AKA Take a Bloody Number"  | 20. новембар 2015. |
| 13           | 13                    | "AKA Smile"                 | 20. новембар 2015. |

### Сезона 2 (2018)
| Број епизоде | Број епизоде у сезони | Оригиналан назив                               | Датум објаве  |
| ------------ | --------------------- | ---------------------------------------------- | ------------- |
| 14           | 1                     | "AKA Start at the Beginning"                   | 8. март 2018. |
| 15           | 2                     | "AKA Freak Accident"                           | 8. март 2018. |
| 16           | 3                     | "AKA Sole Survivor"                            | 8. март 2018. |
| 17           | 4                     | "AKA God Help the Hobo"                        | 8. март 2018. |
| 18           | 5                     | "AKA The Octopus                               | 8. март 2018. |
| 19           | 6                     | "AKA Facetime"                                 | 8. март 2018. |
| 20           | 7                     | "AKA I Want Your Cray Cray"                    | 8. март 2018. |
| 21           | 8                     | "AKA Ain't We Got Fun"                         | 8. март 2018. |
| 22           | 9                     | "AKA Shark in the Bathtub, Monster in the Bed" | 8. март 2018. |
| 23           | 10                    | "AKA Pork Chop"                                | 8. март 2018. |
| 24           | 11                    | "AKA Three Lives and Counting"                 | 8. март 2018. |
| 25           | 12                    | "AKA Pray for My Patsy"                        | 8. март 2018. |
| 26           | 13                    | "AKA Playland"                                 | 8. март 2018. |

### Сезона 3 (2019)
| Број епизоде | Број епизоде у сезони | Оригиналан назив                      | Датум објаве  |
| ------------ | --------------------- | ------------------------------------- | ------------- |
| 27           | 1                     | "AKA The Perfect Burger"              | 14. јун 2019. |
| 28           | 2                     | "AKA You're Welcome"                  | 14. јун 2019. |
| 29           | 3                     | "AKA I Have No Spleen"                | 14. јун 2019. |
| 30           | 4                     | "AKA Customer Service is Standing By" | 14. јун 2019. |
| 31           | 5                     | "AKA I Wish                           | 14. јун 2019. |
| 32           | 6                     | "AKA Sorry Face"                      | 14. јун 2019. |
| 33           | 7                     | "AKA The Double Half-Wappinger"       | 14. јун 2019. |
| 34           | 8                     | "AKA Camera Friendly"                 | 14. јун 2019. |
| 35           | 9                     | "AKA I Did Something Today"           | 14. јун 2019. |
| 36           | 10                    | "AKA Hero Pants"                      | 14. јун 2019. |
| 37           | 11                    | "AKA Hellcat"                         | 14. јун 2019. |
| 38           | 12                    | "AKA A Lotta Worms"                   | 14. јун 2019. |
| 39           | 13                    | "AKA Everything"                      | 14. јун 2019. |